# Troldkrabbe
Troldkrabber (Lithodidae) er en familie i de tibenede krebsdyr med krabbelignende skjold. Det femte par kropsben er, til forskel fra krabber, ganske små og holdes skjult under skjoldet. Både skjold og ben er dækket af store torne.

## Dansk art
Hos den danske art Lithodes maja, kaldet kongetroldkrabbe eller blot troldkrabbe, er den ene klo større end den anden. Farven er rødliggul. Skjoldet måler op til 11 cm. Den lever i Skagerrak og Kattegat på dybder over 10 meter og skylles ikke ind på stranden.

## Klassifikation
- Slægt Lithodes
  - Lithodes agassizii
  - Lithodes maja (troldkrabbe)
- Slægt Lopholithodes
- Slægt Paralithodes
  - Paralithodes camtschatica (Kamtjatkakrappe)